# Winfried Nöth

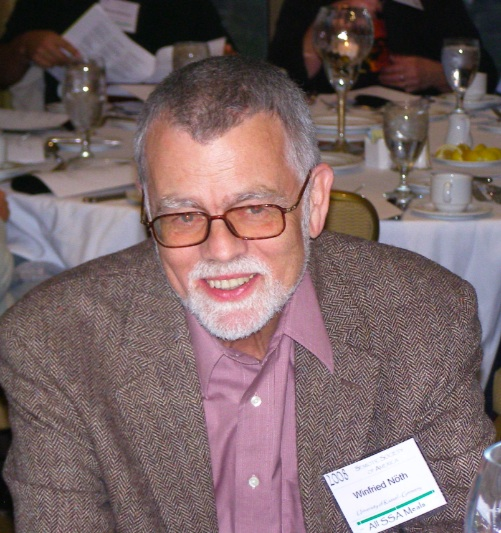
Winfried Nöth (2009)

Winfried Nöth (* 12. September 1944 in Gerolzhofen) ist ein deutscher Anglist, Linguist und Semiotiker.
Nach dem Abitur 1963 in Braunschweig studierte Nöth 1965–1969 in Münster, Genf, Lissabon und Bochum Englisch, Französisch und Portugiesisch und erwarb 1971 an der Ruhr-Universität Bochum den Doktorgrad mit einer mit dem Universitätspreis ausgezeichneten Arbeit. Ebenfalls in Bochum habilitierte er sich 1976 als Assistent Walter A. Kochs, lehrte in Bochum und Aachen, bevor er 1978 als ordentlicher Professor (C4) für englische Linguistik an die Universität Kassel berufen wurde.
Als Gastprofessor ging Nöth 1985 an die University of Wisconsin in Green Bay, USA, 1994 an die Pontifícia Universidade Católica de São Paulo nach Brasilien. Seit 1999 ist er Direktor des Wissenschaftlichen Zentrums für Kulturforschung der Universität Kassel und Präsident der Deutschen Gesellschaft für Semiotik. Sein Handbuch der Semiotik (erstmals 1985) gibt einen umfassenden Überblick über Geschichte und verschiedene Ausrichtungen der Semiotik und stellt deren wichtigste Vertreter vor.

## Werke
- Winfried Nöth: Strukturen des Happenings. Olms, Hildesheim/New York 1972 (Studia Semiotica, Series Practica, 4).
- Winfried Nöth: Semiotik: Eine Einführung mit Beispielen für Reklameanalysen. Niemeyer, Tübingen 1975 (Anglistische Arbeitshefte, 4).
- Winfried Nöth: Dynamik semiotischer Systeme: Vom altenglischen Zauberspruch zum illustrierten Werbetext. Metzler, Stuttgart 1977.
- Winfried Nöth: Literatursemiotische Analysen – zu Lewis Carrolls Alice-Büchern. Narr, Tübingen 1980 (Kodikas/Code Supplement, 5).
- Winfried Nöth: Handbuch der Semiotik. 2., vollständig neu bearbeitete Auflage. Metzler, Stuttgart/Weimar 2000 (Rezension).
- Winfried Nöth/Nina Bishara/Britta Neitzel: Mediale Selbstreferenz: Grundlagen und Fallstudien zu Werbung, Computerspiel und Comics. Halem, Köln 2008.